# Luigi Gordigiani
Luigi Gordigiani (Modena, 21 giugno 1806 – Firenze, 1º maggio 1860) è stato un compositore e pianista italiano autore di quasi trecento composizioni tra opere liriche, cantate, brani strumentali e otto raccolte di canti popolari che lo resero celebre a livello europeo.

## Biografia

### I primi anni
Figlio del baritono Antonio Gordigiani e fratello minore di Giovanni Battista, sin da bambino dimostrò attitudini musicali iniziando a eseguire cantate nei teatri in cui si esibiva il padre, cominciando a ottenere un certo successo. A causa dei continui spostamenti familiari, compie gli studi in diversi luoghi; a Brescia studia pianoforte con Gava, quindi a Pisa con Nicola Benvenuti, a Roma con Giuseppe Sirletti e contemporaneamente studia composizione con Pietro Romani e Disma Ugolini. Ad appena tredici anni, nel 1819, scrisse la sua prima cantata, Il ratto d'Etruria, che dedicò all'imperatore Ferdinando I d'Austria, e tre anni dopo, nel 1822, ne scriverà altre due: Comala, per quattro voci, coro e orchestra, e Aci e Galatea.

### I primi successi
Dopo la morte del padre, avvenuta nel 1820, per guadagnarsi da vivere inizia a comporre molti brani strumentali per pianoforte, ma non trova nessun editore che li pubblichi; soltanto uno accetta di farlo, a condizione che il nome dell'autore sia sostituito da nomi tedeschi inventati come Giuseppe Zeuner o Giuseppe Von Fürstenberger. I brani ottengono grande successo e in quel frangente incontra il conte Nicola Demidoff che diventa il suo mentore e gli rese più agevole l'inizio della carriera. Per lui compone un'opera buffa, Le Rendez-Vous, che ha buona accoglienza al Teatro del Cocomero di Firenze. Incoraggiato, ne compose altre due, Velleda e Rosmun che però non vennero rappresentate a causa della morte dello stesso conte Demidoff, avvenuta nel 1828. Per qualche tempo visse dando lezioni private di musica e ricevendo un sussidio dal principe Anatolio Demidoff, il successore di Nicola.
Il 18 novembre 1836, al Teatro della Pergola, venne rappresentato il suo Faust che però non ottenne successo; nel 1840 fece rappresentare al Teatro Standish di Firenze un'opera intitolata Filippo, su libretto del principe Giuseppe Poniatowski, i cui ruoli principali furono cantati da lui stesso e dai suoi familiari (il principe Carlo e la principessa Poniatowska). Negli anni seguenti rappresentò al Teatro Leopoldo Gli aragonesi in Napoli (1841) e I ciarlatani (1843) e, per la Chiesa di San Giovannino dei Cavalieri, fece eseguire un oratorio, Ester, e nello stesso momento compose un balletto, Oudina, per il Teatro di San Pietroburgo, e una cantata rimasta inedita, La Cordigianina. Infine, nel 1847, rappresentò sempre al Teatro del Cocomero Una vendetta corsa, poi L'avventuriero, messa in scena a Livorno nel 1849, e scrisse altre due opere liriche, L'Assedio di Firenze e Carmela, che non furono mai rappresentate.

### I soggiorni a Parigi e a Londra
Tra il 1851 e il 1853 soggiornò a Parigi, facendosi notare come accompagnatore del tenore e pittore Giuseppe Patania e cantando egli stesso una delle sue composizioni al Théâtre de la comédie italienne in occasione della Quaresima del 1851. Due anni dopo, durante un concerto al Théâtre du Gymnase l'esecuzione della sua cantata O Sanctissima Vergine Maria riscosse un successo tale che il pubblico richiese a gran voce numerosi bis; nello stesso momento il pianista milanese Adolfo Fumagalli eseguì la propria trascrizione del brano.
Nel 1852 ebbe un successo simile in Inghilterra, con una serie di concerti che gli valsero la stima da parte della regina Vittoria, per la quale tenne un concerto con il celebre soprano Sophie Cruvelli, che eseguì, su richiesta della stessa regina, il brano Speranza del mio cor. Il 20 luglio del 1853, tenne un altro concerto alla Dudley Gallery della Egyptian Hall di Londra, con il soprano Clara Novello, Italo Gardoni e Salvatore Marchesi. Nei primi giorni di agosto del 1855 tenne un altro concerto londinese, con Charlotte Sainton-Dolby, Giovanni Battista Belletti, Wilhelmy, Bellini e Ciabatta, e con gli strumentisti Charles Hallé al pianoforte e Guillaume Paque al violoncello.

### Ritorno a Firenze, la fama europea e la morte
Tornò a Firenze in quello stesso anno, dopo un'altra serie di concerti a Parigi e a Londra, iniziando a comporre numerose altre canzonette ricavate da vecchi canti popolari toscani o su parole da lui stesso scritte, pubblicando complessivamente otto raccolte, tra cui Sempre insieme (1856), Il sasso di Dante (1857) e Le farfalle di Firenze (1859), ottenendo fama europea (oltre a Francia e Inghilterra, anche in Germania, Polonia, Belgio e Russia), l'appellativo di "Schubert italiano" e la grande considerazione di compositori come Gioachino Rossini, Adolphe Adam e Giacomo Meyerbeer, che di lui disse:
Nel 1858 iniziò a mostrare segni di una malattia all'intestino, che lo portò alla morte nella sua casa di Firenze, in Borgo Ognissanti il 1º maggio 1860, all'età di 53 anni.

## Vita privata
Nel 1828, con il probabile aiuto finanziario di Anatolio Demidoff, sposò Anna Giuliani (1807- post 1880), figlia del famoso chitarrista virtuoso Mauro Giuliani, e da lei ebbe sei figli: Paolo Giuseppe, Lorenzo, Michele, Sofia Luisa, Leontina Niccolina e Ida.
Dei suoi figli, Sofia Luisa (1833-1855) pubblicò una polka-mazurka per pianoforte, Fiocchi di neve, ma morì prematuramente a soli 22 anni, lasciandolo in stato di grave angoscia e prostrazione, mentre Leontina Niccolina scrisse diversi testi per i canti popolari paterni, tra cui Fossi poeta e La rondine e il fiore, e compose una polka per pianoforte, intitolata L'Arno. Il figlio Michele intraprese una carriera di successo come pittore.